# Stephanohelia
Stephanohelia is een geslacht van neteldieren uit de familie van de Stylasteridae.

## Soorten
- Stephanohelia crassa Cairns, 2015
- Stephanohelia gracilis Cairns, 2015
- Stephanohelia praecipua Cairns, 1991
- Stephanohelia sulfurea Cairns, 2015